# Księga czarownic
Księga czarownic – brytyjski serial telewizyjny (dramat, fantasy) wyprodukowany przez Bad Wolf oraz Sky Productions, który jest luźną adaptacją serii powieści Księga Wszystkich Dusz autorstwa Deborah Harkness.
Serial emitowany jest od 14 września 2018 roku przez Sky 1. Premiera w Polsce odbyła się 23 października 2018 na antenie kanału HBO
. Sky Productions potwierdziło powstanie sezonu 3.

## Fabuła
Serial opowiada o Dianie Bishop, historyczce, która jest czarownicą, ale wypiera się swojego pochodzenia. Pewnego dnia zmienia się wszystko, kobieta odkrywa przypadkiem tajemniczą księgę, od lat poszukiwaną przez wszystkie magiczne istoty. Odkryciem Diany interesuje się Matthew Clairmont, wiekowy wampir. Pomiędzy Bishop i Clairmont powoli zaczyna się rodzić zakazane uczucie. Oboje chcą chronić księgę, aby nie wpadła w niepowołane ręce i zaburzała równowagę w świecie magii.

## Obsada

### Główna
- Teresa Palmer jako Diana Bishop[3]
- Matthew Goode jako Matthew Clairmont[3]
- Edward Bluemel jako Marcus Whitmore
- Louise Brealey jako Gillian Chamberlain
- Malin Buska jako Satu Järvinen
- Aiysha Hart jako Miriam Shepherd
- Owen Teale jako Peter Knox
- Alex Kingston jako Sarah Bishop
- Valarie Pettiford jako Emily Mather

### Role drugoplanowe i gościnne
- Lindsay Duncan jako Ysabeau de Clermont
- Tanya Moodie jako Agatha Wilson
- Daniel Ezra jako Nathaniel Wilson
- Freddie Thorpe jako Matthieu Beny
- Greg McHugh jako Hamish Osborne
- Aisling Loftus jako Sophie Norman
- Elarica Johnson jako Juliette Durand

## Odcinki
| Sezon | Odcinki | Oryginalna emisja w Sky 1 | Oryginalna emisja w Sky 1 | Oryginalna emisja w HBO | Oryginalna emisja w HBO | Oryginalna emisja w HBO |
| Sezon | Odcinki | Premiera sezonu           | Finał sezonu              | Premiera sezonu         | Finał sezonu            |                         |
| ----- | ------- | ------------------------- | ------------------------- | ----------------------- | ----------------------- | ----------------------- |
| 1     | 8       | 14 września 2018          | 2 listopada 2018          | 23 października 2018    | 4 grudnia 2018          |                         |

### Sezon 1 (2018)
| Nr | Tytuł     | Reżyseria          | Scenariusz                | Premiera w Sky 1     | Premiera w HBO       |
| -- | --------- | ------------------ | ------------------------- | -------------------- | -------------------- |
| 1  | Episode 1 | Juan Carlos Medina | Kate Brooke               | 14 września 2018     | 23 października 2018 |
| 2  | Episode 2 | Juan Carlos Medina | Kate Brooke               | 21 września 2018     | 30 października 2018 |
| 3  | Episode 3 | Alice Troughton    | Kate Brooke               | 28 września 2018     | 6 listopada 2018     |
| 4  | Episode 4 | Alice Troughton    | Kate Brooke, Tom Farrelly | 5 października 2018  | 6 listopada 2018     |
| 5  | Episode 5 | Alice Troughton    | Charlene James            | 12 października 2018 | 13 listopada 2018    |
| 6  | Episode 6 | Sarah Walker       | Charlene James            | 19 października 2018 | 20 listopada 2018    |
| 7  | Episode 7 | Sarah Walker       | Sarah Dollard             | 26 października 2018 | 27 listopada 2018    |
| 8  | Episode 8 |                    | Kate Brooke               | 2 listopada 2018     | 4 grudnia 2018       |

## Produkcja
Pod koniec sierpnia 2017 roku poinformowano, że główne role w serialu zagrają: Teresa Palmer i Matthew Goode.
Na początku listopada 2018 roku stacja Sky zamówiła 2 i 3 sezon.